# Campo municipal Virgen de Lluc
El campo municipal Virgen de Lluc es un terreno deportivo situado en el barrio homónimo de Palma de Mallorca (Islas Baleares, España). Está dotado de césped artificial y su aforo es de 120 espectadores. Allí disputan sus partidos dos clubes de fútbol: el CF Virgen de Lluc y el Baleares sin Fronteras FC, así como el Mallorca Hockey Club, equipo de hockey sobre hierba. Hasta 2002, que fue clausurado, fue conocido como Campo José Sempere.

## Historia
El barrio fue construido entre 1954 y 1957 y a principios de los años 70 todavía carecía de infraestructuras básicas; entre otras, deportivas. Para suplirlo, el CF Virgen de Lluc, principal entidad deportiva del barrio, impulsó la creación de un campo de fútbol. Para construirlo se alquilaron unos terrenos de titularidad privada entre las calles de Alfàbia y el camino de So Na Dolça y se inauguró el 10 de agosto de 1974 con el nombre de Campo José Sempere, entonces presidente del CF Virgen de Lluc y principal impulsor de la iniciativa. Desde entonces, el campo fue la principal infraestructura deportiva del barrio.
Gradualmente el terreno de juego se fue degradando y a finales de los años 90 ya se encontraba en muy malas condiciones. Poco a poco los diferentes equipos del club dejaron de competir hasta que en 2002 cesó completamente la actividad. Ese mismo año el Ayuntamiento de Palma lo adquirió para rehabilitarlo y reabrirlo como instalación municipal, pero pasaron años sin que se llevara a cabo.
En mayo de 2018 se ejecutó la primera fase de las obras de reforma, con el derribo del muro exterior, las gradas y la construcción de un nuevo muro. La segunda fase quedó detenida y no se completó hasta el 10 de julio de 2024, cuando el campo fue reinaugurado.